# Dominique Pamplemousse
Dominique Pamplemousse in "It's All Over Once the Fat Lady Sings!"  est sorti le 4 février 2014 sur Windows, Mac et iOS. Ce jeu d'aventure en pointer-et-cliquer est réalisé avec des animations de pâte à modeler. Elle est développée de manière indépendante par le développeur canadien Squinky.

## Accueil

### Critique
Le jeu a obtenu la note de 6/10 dans Canard PC et de 3,5/5 sur Adventure Gamers.

### Récompenses
Le jeu a reçu quatre nominations lors de l'Independent Games Festival 2014 dans les catégories Grand prix Seumas-McNally, Prix Nuovo, Excellence en Son et Excellence en Narration.

## Suite
Dominique Pamplemousse & Dominique Pamplemousse in "Combinatorial Explosion!" est sorti le 2 avril 2017 sur Windows, Mac et Linux. Le jeu est chroniqué dans le segment Cabinet de curiosités de Canard PC qui le qualifie d'« absurde », « drôle » et « assez émouvant ».